# 葉永成
葉永成（英語：Yip Wing-shing，1958年—），SBS，MH，JP ，香港建制派政治人物及道教界人士，港島聯成員，曾任香港中西區區議會主席（2012至2019年）、香港中華總商會選任會董、香港道教聯合會副主席，以及香港童軍總會執行委員會主席，現任中西區區議會委任議員。
2021年9月，成為香港特别行政區選舉委員會宗教界委員。2022年，提名李家超參與2022年香港行政長官選舉。
在第7屆香港立法會選舉中，他以獨立身份參選商界（第二）功能界別議席，挑戰角逐連任的廖長江，最終落選。

## 榮譽

### 勳銜
- 銀紫荊星章（S.B.S）
- 銅紫荊星章（B.B.S）
- 榮譽勳章（M.H）
- 太平紳士

|  |  |  |  |  |  |  |  |  |

| 銀紫荊星章（SBS） | 銀紫荊星章（SBS） | 銀紫荊星章（SBS） | 銅紫荊星章（BBS） | 銅紫荊星章（BBS） | 銅紫荊星章（BBS） | 榮譽勳章 (MH） | 榮譽勳章 (MH） | 榮譽勳章 (MH） |